# Montemolín (ort)
Montemolín är en ort i Spanien.   Den ligger i provinsen Provincia de Badajoz och regionen Extremadura, i den sydvästra delen av landet, 300 km sydväst om huvudstaden Madrid. Montemolín ligger 660 meter över havet och antalet invånare är 1 578.
Terrängen runt Montemolín är platt västerut, men österut är den kuperad. Runt Montemolín är det glesbefolkat, med 8 invånare per kvadratkilometer. Närmaste större samhälle är Fuente de Cantos, 14,1 km nordväst om Montemolín. Trakten runt Montemolín består till största delen av jordbruksmark.